# Pteris mkomaziensis
Pteris mkomaziensis är en kantbräkenväxtart som beskrevs av Bernard Verdcourt. Pteris mkomaziensis ingår i släktet Pteris och familjen Pteridaceae. Inga underarter finns listade.